# Aek Lung
Aek Lung is een bestuurslaag in het regentschap Humbang Hasundutan van de provincie Noord-Sumatra, Indonesië. Aek Lung telt 1457 inwoners (volkstelling 2010).